# Phrudus dakota
Phrudus dakota là một loài tò vò trong họ Ichneumonidae.